# Nakanoto, Ishikawa
Nakanoto (中能登町 Nakanoto-machi) là thị trấn thuộc huyện Kashima, tỉnh Ishikawa, Nhật Bản. Tính đến ngày 1 tháng 1 năm 2020, dân số ước tính thị trấn là 16.540 người và mật độ dân số là 180 người/km2. Tổng diện tích thị trấn là 89,45 km2.